# Agave amica

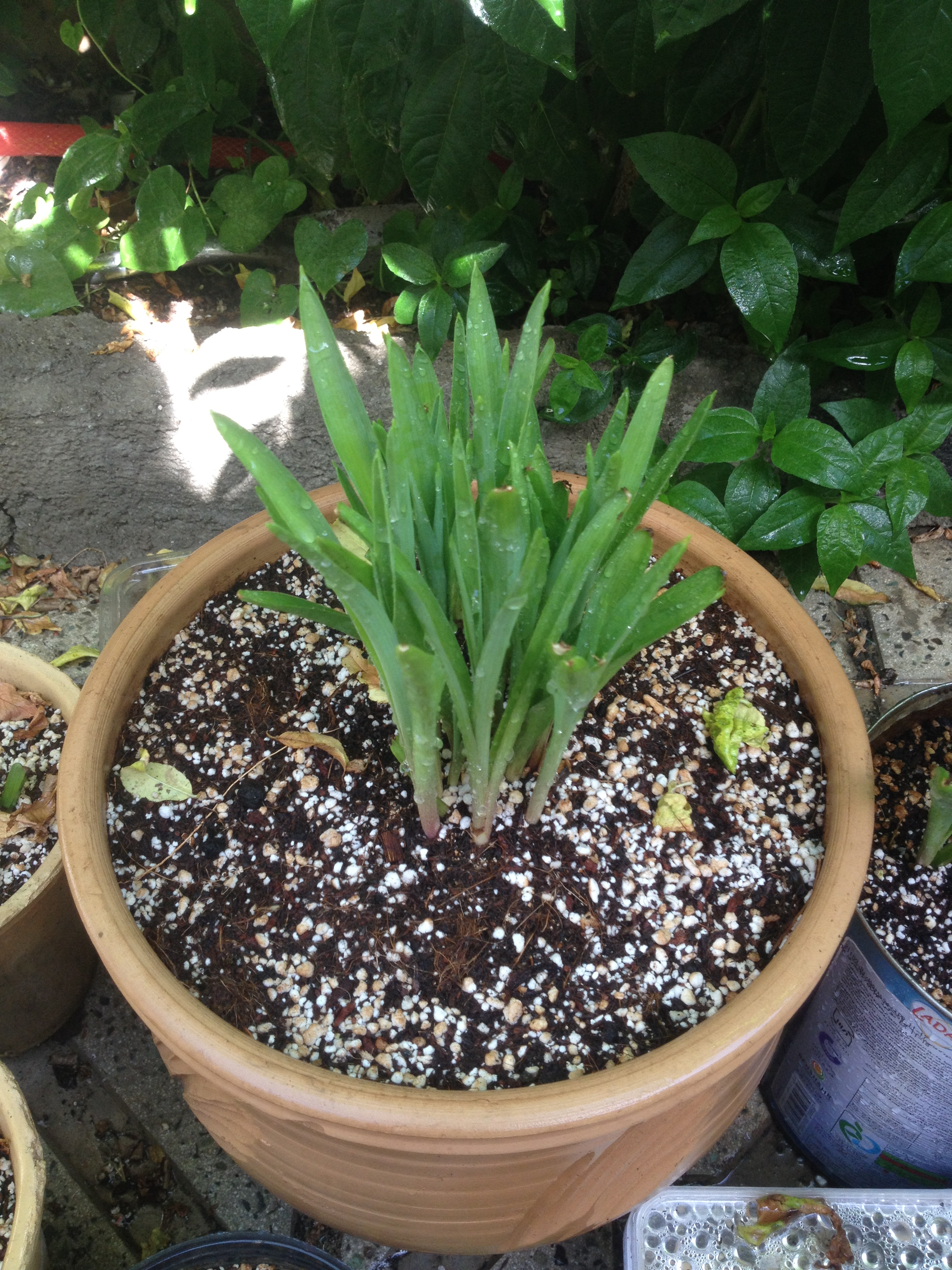
Disposición del follaje.

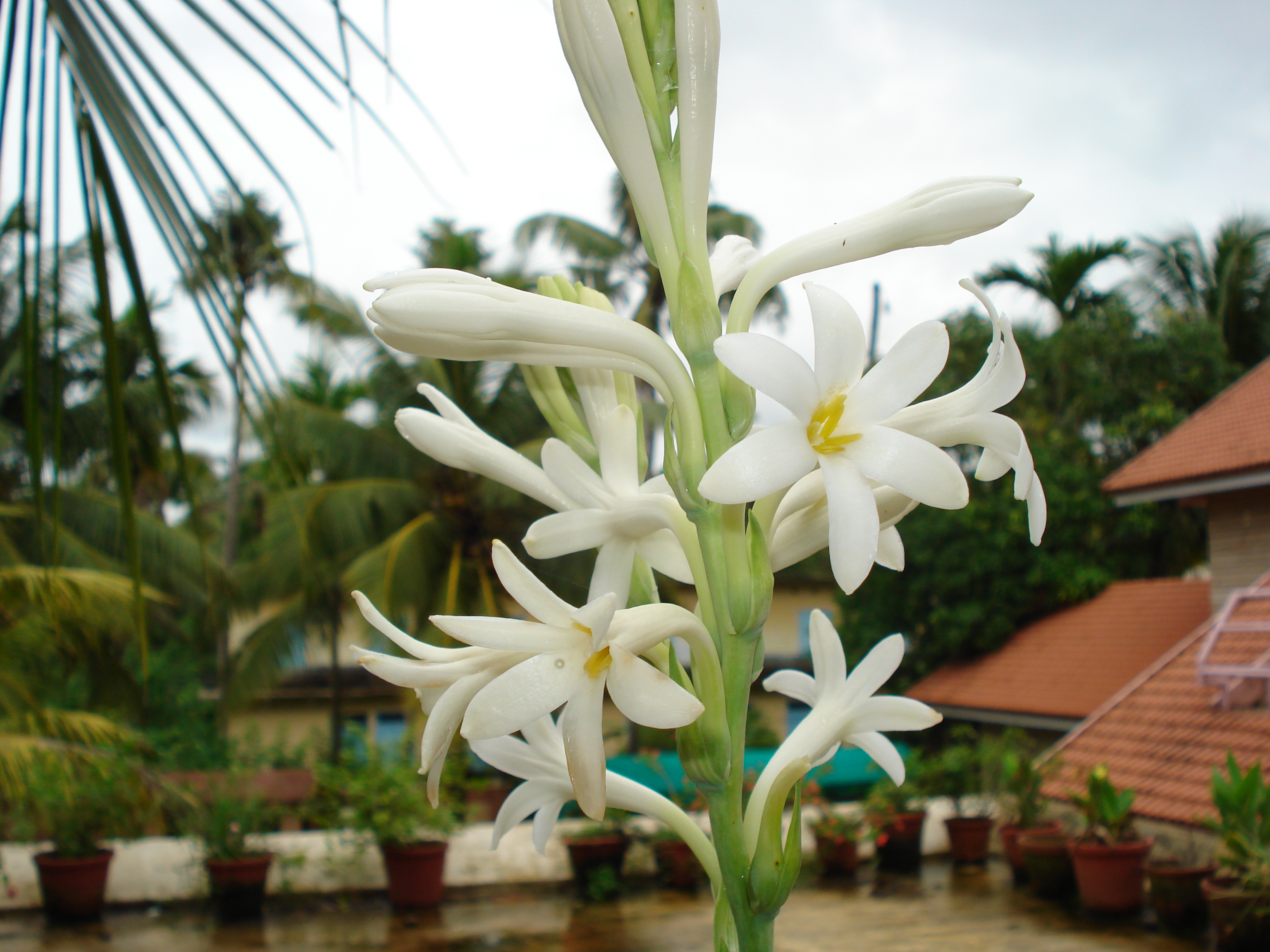
Disposición de las flores en el tallo floral

Agave amica, anteriormente Polianthes tuberosa, llamada popularmente "narciso" amole, nardo, tuberosa, azucena o vara de San José, es una planta perenne del género Agave, nativa originalmente del centro y sur de México.

## Descripción
Planta herbácea bulbosa que puede alcanzar más de 1 m. Las hojas de color verde vivo y aspecto acintado (30-60 cm de longitud por 1-1,5 cm de ancho) son sésiles y crecen agrupadas en la base de la planta. La inflorescencia es una espiga simple de unos 30-60 cm de largo con entre 8-12 flores hermafroditas, tubulares, con 6 tépalos normalmente de color blanco y aspecto céreo. Son muy fragantes. Surgen desde la base hasta el ápice de la espiga. Se propaga por los bulbillos que crecen del bulbo madre.

## Distribución y hábitat
Se considera nativa del centro y sur de México, aunque ya no se encuentra en estado silvestre, posiblemente debido a su domesticación por los nativos prehispánicos (aztecas, mayas). Se distribuye por numerosos países tropicales y templados.

## Taxonomía
Carlos Linneo describió la especie por primera vez en Species Plantarum (1753) nombrándola Polianthes tuberosa. En 1790 Friedrich Kasimir Medikus describió como Tuberosa amica la que posteriormente se ha considerado la misma especie. Los estudios tanto morfológicos como filogenéticos han demostrado que Polianthes se incrusta en el género Agave y recientemente se ha incluido en el ampliamente circunscrito Agave.

### Sinonimia
- Agave tuberosa (L.) Thiede & Eggli (1999), nom. illeg.
- Agave polianthes Thiede & Eggli (2001).
- Crinum angustifolium Houtt. (1780).
- Tuberosa amica Medik. (1790).
- Polianthes gracilis Link (1821).
- Polianthes tuberosa var. gracilis (Link) Baker (1888).
- Polianthes tuberosa f. plena Moldenke (1948). [9]

## Etimología
El nombre común amole proviene del náhuatl "jabón", por el alto contenido en saponinas de su bulbo.
El término omixochitl, o flor de hueso, hace referencia al color y la forma de la flor.

## Usos
Se utiliza ampliamente como planta ornamental. En floristería se emplea para arreglos florales y decoración.
En Indonesia las flores se utilizan para elaborar diversos platos de sopas o salsa.
De las flores se extrae el aceite esencial utilizado en perfumería desde hace siglos.

## Nombres comunes
- amiga de noche, amolle de México, margarita blanca, margarita olorosa, nardo de los jardines, omizochitl, tuberosa blanca, vara de Jesé.[11]